# Кулагин, Михаил Васильевич
Михаи́л Васи́льевич Кула́гин (7 [20] ноября 1900, с. Марчуги, Бронницкий уезд, Московская губерния, Российская империя — 31 июля 1956, Москва, РСФСР) — советский партийный и государственный деятель, первый секретарь Новосибирского обкома ВКП(б) (1942—1949).

## Биография
Родился 7 [20] ноября 1900 года в семье крестьян Василия Герасимова и Агриппены Васильевой Кулагиных, крещён в день рождения.
Трудовую деятельность начал в 1914 году — работал по найму в Москве. В 1918—22 служил в Красной армии, вступив в 39-й Хамовнический рабочий полк. Участник боев под Петроградом и на Польском фронте. В 1923—1928 годах — на службе в милиции в Москве. В 1928—1933 годах — инструктор, заведующий организационным отделом, секретарь Сокольнического районного совета. С 1933 по 1934 год — заведующий агитационно-массовым отделом Ново-Деревенского районного комитета ВКП(б) Московской области. В 1934 году был избран председателем исполнительного комитета Ново-Деревенского районного Совета.
В 1937 году был направлен в БССР, исполнял обязанности председателя исполнительного комитета Слуцкого окружного Совета. С апреля по июль 1938 года — председатель организационного комитета Президиума ЦИК — Верховного Совета Белорусской ССР по Минской области. С июля по декабрь 1938 года — заместитель председателя СНК Беларуси. В 1938—1939 годах — нарком земледелия и заместитель председателя СНК БССР. С ноября 1939 по май 1941 года — второй секретарь ЦК КП(б) Беларуси.
В 1942 году был утвержден первым секретарем Новосибирского областного комитета ВКП(б). Из-за тяжёлой болезни 13 января 1949 года был освобожден от должности и направлен на курсы переподготовки при ЦК ВКП(б) в Москву.
До своей смерти работал в системе Министерства сельского хозяйства СССР:
- 1950—1953 гг. — заместитель председателя Совета по делам колхозов при Совете Министров СССР,
- 1953 г. — заместитель начальника инспекции при министре сельского хозяйства СССР,
- 1953—1954 гг. — заместитель начальника Главной производственно-территориальной инспекции Министерства сельского хозяйства СССР.

С 1954 года — заместитель начальника Главного управления по заповедникам и охотничьему хозяйству Министерства сельского хозяйства СССР.
Избирался делегатом XVII (1938) и XVIII (1940) съездов КП(б) Беларуси и XVIII (1940) съезда КП(б), членом ЦК КП(б) Беларуси, членом бюро ЦК Компартии Беларуси (1939—1941), депутатом Верховного Совета СССР 1-го созыва, депутатом Верховного Совета БССР, депутатом Новосибирского областного совета.
Похоронен на Ваганьковском кладбище. В 2018 году посмертно удостоен звания «Почётный житель Новосибирска».

## Награды и звания
- Два ордена Ленина
- Два ордена Трудового Красного Знамени

## Память
С 1970-х годов на Затулинском жилмассиве Новосибирска некоторое время существовала улица, названная в честь Михаила Кулагина, в 2010-х годах его именем назвали улицу в Октябрьском районе города.
Также имеется улица Кулагина в Советском районе города Томска.